# Black el payaso
Black el payaso es una opereta en un prólogo y tres actos con música de Pablo Sorozábal y libreto de Francisco Serrano Anguita (Tartarín). Basada en la novela publicada en 1923 La princesse aux clowns, de Jean-José Frappa, se estrenó el 21 de abril de 1942 en el Teatro Coliseum de Barcelona. 

## Historia
En su estreno la obra fue un gran éxito, representándose durante más de un mes entre el 21 de abril y el 25 de mayo. Con el fin de estas funciones se constató, sin embargo, una separación personal y artística entre Sorozábal y el barítono Marcos Redondo (que también había estrenado una década antes Katiuska, la mujer rusa) por motivos que no han quedado claros. Esta opereta fue una de las últimas y más ambiciosas obras que entró en el repertorio zarzuelístico. 
Black el payaso no se representa a menudo. Sin embargo, en 2014 el Teatro de la Zarzuela de Madrid realizó una exitosa producción doble junto a I pagliacci, de Leoncavallo, que presentó dos meses después el Festival Internacional de Música y Danza de Granada.

## Personajes
| Personaje                                                      | Tesitura      | Reparto del estreno (21 de abril de 1942) |
| -------------------------------------------------------------- | ------------- | ----------------------------------------- |
| Sofía, princesa de Surevia, enamorada de Black                 | soprano       | Gloria Alcaraz                            |
| Catalina, hermana de Sofía                                     | tiple cómica. | Angelita Navalón                          |
| Black, payaso confundido con el príncipe Daniel                | barítono      | Marcos Redondo                            |
| White, otro payaso                                             | bajo          | Manuel Gas                                |
| Dupont, es el auténtico príncipe Daniel, pianista en el exilio | tenor         | Ricardo Mayral                            |
| Marat, periodista francés                                      | tenor cómico  | Antonio Garrido                           |

## Argumento
El prólogo y el primer acto sitúan la acción en París; primero en el Teatro Alhambra y después en la mansión de la princesa Sofía (exiliada de Suevia tras la revolución) que ha asistido la noche anterior a la función. En ella, el payaso Black tocó la Melodía de la estepa que compusiera el Gran Duque Daniel de Orsonia, prometido de la aristócrata y al que todos dan por muerto en la guerra civil de aquel país. Llamado el payaso a la mansión, la princesa lo confunde con su prometido y lo convence para reinar como Daniel I, cometido que, en el segundo acto, empieza cumpliendo acertadamente el payaso con la ayuda de White, su colega de circo. 
Como es propio de las operetas, se ambienta en un ficticio principado europeo, con confusiones de identidad, nobles derrocados y amoríos. La estructura es propia de la zarzuela grande, tres actos. Hay sorprendentes alusiones a la época del estreno, como los recuerdos de Sofía sobre la guerra civil orosoviana: ("Destrozó mi país / la tragedia cruel"). El verdadero rey prefiere trabajar como pianista en el exilio y Black, el payaso, resulta un buen gobernante. Curioso es que en plena guerra mundial, y tan solo tres años después de finalizada la guerra civil española, se pudiera cantar tal obra. Sin embargo, algunos detalles que hubieran podido ser considerados como alusiones al momento político quedaron, en todo caso, diluidos gracias a la ambientación centroeuropea y al origen del libreto en la novela anterior de Frappa. No hay ritmos de baile españoles y sí un fuerte elemento zíngaro, las czardas.

## Números musicales
- Prólogo
  - Introducción (orquesta)
  - Presentación - Dúo de Black y White: «Ilustre concurrencia, flor de elegancia»
  - Canción de Black: «Princesita de sueños de oro»
  - Fin del prólogo (orquesta)

- Acto primero
  - Dueto cómico de Catalina y Marat - fox-trot: «Catalina, yo no he visto cosa igual»
  - Romanza de Sofía: «Yo que jamás había sentido las inquietudes del amor»
  - Dúo de Sofía y Black: «Para mi príncipe, rendidamente»
  - Romanza de White: «Aunque todos nos daban por muertos»
  - Final del acto primero: «¿Sofía, qué ocurre?»

- Acto segundo
  - Escenas y Danzas: «De Orsonia todas las flores»
  - Romanza de Black: «Hacer de un mísero payaso»
  - Cuarteto Cómico de Catalina, Marat, Condesa y Barón - Marcha: «El Cronicón ya apareció»
  - Dúo de Black y Dupont: «Dibujos de clara belleza»
  - Dúo de Sofía y Black - Fin del acto segundo: «Te quiero, te quiero, rey, bufón o pordiosero»
  - Intermedio (orquesta)

- Acto tercero
  - Romanza de Dupont - Czardas: «Guarda la guadaña, segador»
  - Fin de la obra: «Al habla, jefatura»

## Enlaces a la red
- Historia y argumento en lazarzuela.webcindario
- Sinopsis en zarzuela.net (en inglés)

- Datos: Q5729629